# Sporobolus elongatus
Sporobolus elongatus là một loài thực vật có hoa trong họ Hòa thảo. Loài này được R.Br. miêu tả khoa học đầu tiên năm 1810.

## Hình ảnh

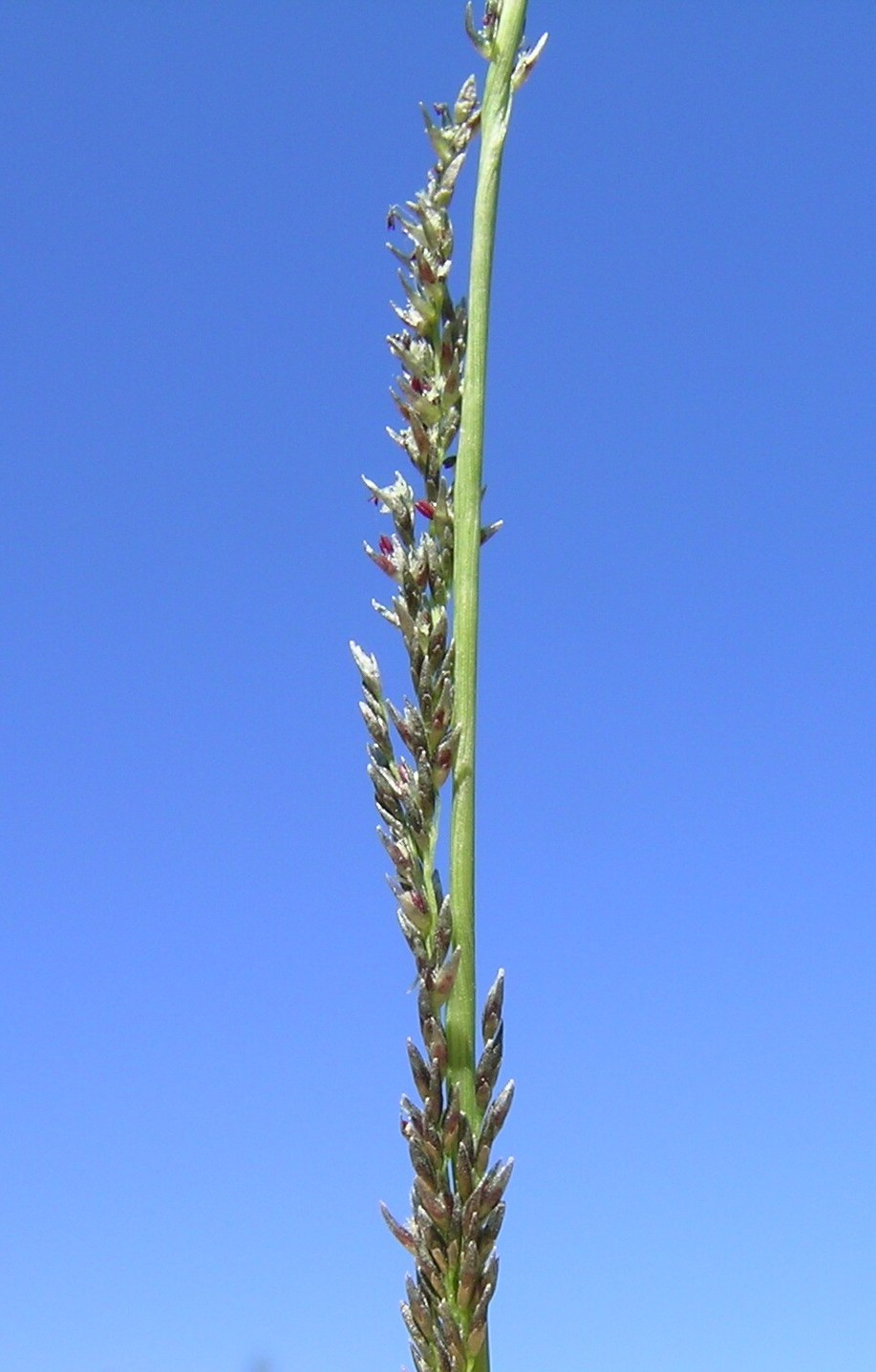
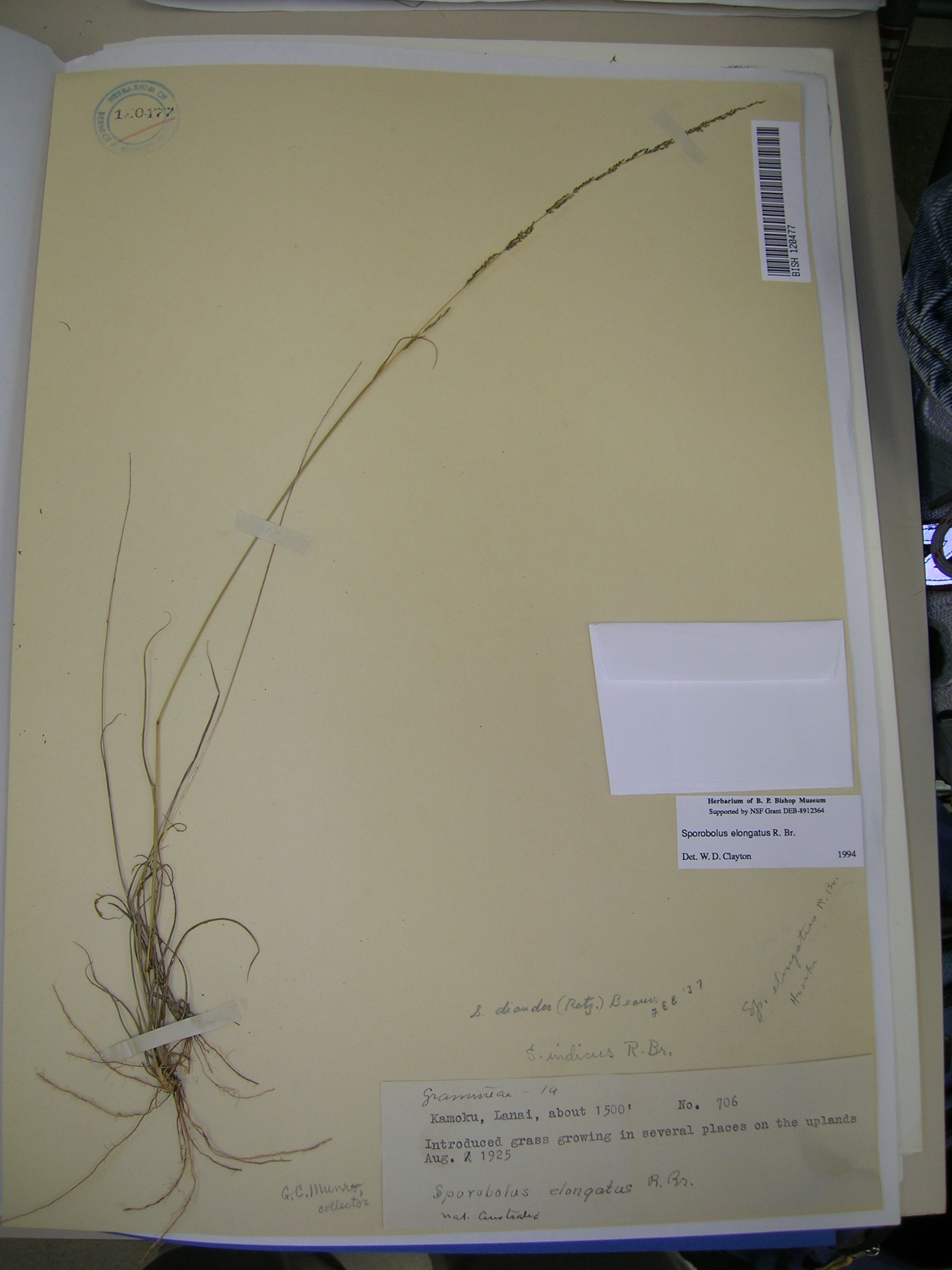
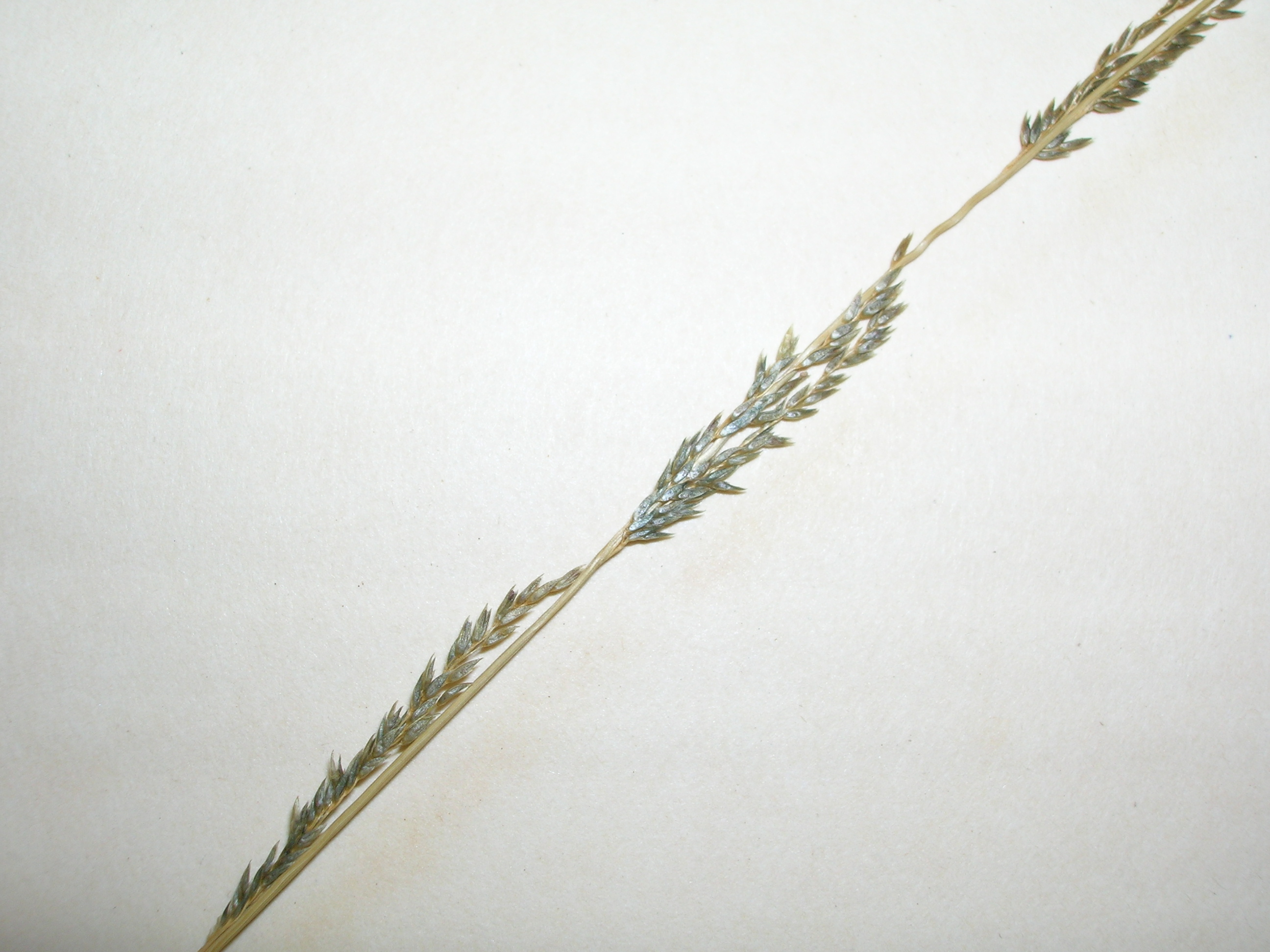